# Viltvliegen
Viltvliegen  (Therevidae) zijn een familie van tweevleugeligen.
De familie telt 1600 beschreven soorten wereldwijd. Ze komen vooral voor in gebieden met een steppeklimaat of in (half-)woestijngebieden met zandige grond. Hier spelen spelen ze een belangrijke ecologische rol. In Europa komen ongeveer 100 soorten voor.
De larven zijn predators die jagen op larven van andere insecten.

## Taxonomie
De volgende onderfamilies zijn bij de familie ingedeeld:
- Agapophytinae Winterton, 2001
- Phycucinae Lyneborg, 1976
- Therevinae Newman
- Xestomyzinae Lyneborg, 1976

## Europese soorten
¹ = Komt ook in Nederland voor.
- Acrosathe annulata (Fabricius, 1805)¹
- Acrosathe baltica Andersson, 1994
- Acrosathe erberi Lyneborg, 1986
- Acrosathe sybarita (Loew, 1873)
- Acrosathe taurica Lyneborg, 1986
- Ammothereva laticornis (Loew, 1856)
- Ammothereva poecilopa (Loew, 1871)
- Baryphora speciosa Loew, 1844
- Chrysanthemyia rhagioniformis (Dufour, 1883)
- Cionophora kollari Egger, 1854
- Cliorismia ardea (Fabricius, 1794)¹
- Cliorismia flavipes (Kröber, 1912)
- Cliorismia rustica (Panzer, 1804)¹
- Dialineura analis (Linnaeus, 1761)¹
- Dichoglena nigripennis (Ruthe, 1831)
- Euphycus dispar (Kröber, 1912)
- Irwiniella frontata (Báez, 1982)
- Irwiniella nana (Wollaston, 1858)
- Irwiniella nobilipennis (Frey, 1939)
- Irwiniella purpurariae (Frey, 1958)
- Pandivirilia caesia (Meigen, 1838)¹
- Pandivirilia eximia (Meigen, 1820)
- Pandivirilia fuscipennis (Meigen, 1820)
- Pandivirilia melaleuca (Loew, 1847)
- Pandivirilia nigroanalis (Kröber, 1928)
- Psilocephala imberbis (Fallén, 1814)
- Ruppellia atlantica (Frey, 1937)
- Ruppellia gloriae Báez, 1982
- Salentia asiatica Zaitzev, 1977
- Salentia costalis (Wiedemann, 1824)
- Salentia fuscipennis Costa, 1857
- Salentia nigripes (Kröber, 1912)
- Salentia tristis (von Röder, 1885)
- Salentia xestomyzina (Strobl, 1909)
- Schoutedenomyia superba (Kröber, 1912)
- Spiriverpa lunulata (Zetterstedt, 1838)
- Thereva albohirta Kröber, 1912
- Thereva albovittata Strobl, 1909
- Thereva apicalis Wiedemann, 1821
- Thereva aurata Loew, 1854
- Thereva bicinctella Costa, 1883
- Thereva binotata Loew, 1847
- Thereva biroi Kröber, 1913
- Thereva brevicornis Loew, 1847
- Thereva callosa Kröber, 1912
- Thereva canescens Kröber, 1912
- Thereva cincta Meigen, 1829
- Thereva cinifera Meigen, 1830¹
- Thereva circumscripta Loew, 1847
- Thereva confusa Kröber, 1913
- Thereva eggeri Lyneborg & Spitzer, 1974
- Thereva flavescens Loew, 1847
- Thereva frontosa Kröber, 1912
- Thereva fulva (Meigen, 1804)¹
- Thereva fuscinervis Zetterstedt, 1838
- Thereva glaucescens Kröber, 1912
- Thereva gomerae Báez, 1982
- Thereva graeca Kröber, 1912
- Thereva grancanariensis Báez, 1982
- Thereva grisea Kröber, 1913
- Thereva handlirschi Kröber, 1912¹
- Thereva hilarimorpha Kröber, 1912
- Thereva hispanica Strobl, 1909
- Thereva hyalina Kröber, 1913
- Thereva inornata Verrall, 1909
- Thereva insularis Becker, 1922
- Thereva lanata Zetterstedt, 1838
- Thereva laufferi Strobl, 1909
- Thereva macedonica Kröber, 1912
- Thereva maculipennis Kröber, 1912
- Thereva marginula Meigen, 1820
- Thereva microcephala Loew, 1847
- Thereva neglecta Kröber, 1912
- Thereva nigrifrons Kröber, 1913
- Thereva nitida Macquart, 1934
- Thereva nobilitata (Fabricius, 1775)¹
- Thereva obtecta Loew, 1847
- Thereva occulta Becker, 1908
- Thereva oculata Egger, 1859
- Thereva opaca Kröber, 1913
- Thereva pallipes Loew, 1869
- Thereva plebeja (Linnaeus, 1758)¹
- Thereva praecox Egger, 1859
- Thereva punctipennis Wiedemann, 1821
- Thereva rossica Becker, 1922
- Thereva rufiventris Kröber, 1912
- Thereva rustica Loew, 1840
- Thereva sobrina Kröber, 1912
- Thereva spiloptera Wiedemann, 1824
- Thereva spinulosa Loew, 1847
- Thereva strigata (Fabricius, 1794)¹
- Thereva subnitida Kröber, 1913
- Thereva teydea intermedia Báez, 1982
- Thereva teydea orientalis Báez, 1982
- Thereva teydea teydea Frey, 1937
- Thereva teydea Frey, 1937
- Thereva tomentosa Kröber, 1913
- Thereva tristis Loew, 1847
- Thereva tuberculata Loew, 1847
- Thereva unica (Harris, 1780)¹
- Thereva unicolor Kröber, 1913
- Thereva valida Loew, 1847¹